# Monoflatina viridipennis
Monoflatina viridipennis är en insektsart som beskrevs av Metcalf och Bruner 1948. Monoflatina viridipennis ingår i släktet Monoflatina och familjen Flatidae. Inga underarter finns listade i Catalogue of Life.